# Jim Starlin
James Patrick Starlin, detto Jim (Detroit, 9 ottobre 1949), è un fumettista e scrittore statunitense, noto per il suo lavoro come sceneggiatore e disegnatore presso la Marvel Comics di storie di genere "cosmico" e space opera, per il suo rilancio di personaggi come Capitan Marvel e Adam Warlock, nonché per la creazione di Thanos, Dreadstar (quest'ultimo sotto l'etichetta Epic Comics) e la co-creazione di Shang-Chi. Occasionalmente firma le sue opere con gli pseudonimi di Gemini e Steve Apollo.

## Biografia
Nato a Detroit, nel Michigan, durante l'infanzia frequenta una scuola privata cattolica, ricevendo poi un'istruzione pubblica alle scuole superiori. Dal 1968 al 1971 ha prestato servizio nella U.S. Navy come fotografo militare in Vietnam.

## Carriera

### Anni '70
Dopo aver scritto e disegnato storie per alcune pubblicazioni amatoriali, Starlin esordì nell'industria del fumetto nel 1972, lavorando con Roy Thomas e John Romita Sr. alla Marvel Comics. Introdotto dall'amico disegnatore Rich Buckler, Starlin faceva parte della generazione di artisti cresciuti come estimatori della Silver Age dei fumetti Marvel. Nel 2008 ebbe a dichiarare: 

Capitan Marvel muore tra le braccia di Morte, in una posa ispirata alla Pietà di Michelangelo. Disegni di Jim Starlin.

Il primo incarico di Starlin fu quello di rifinitore di matite sulle pagine di The Amazing Spider-Man. Quindi disegnò tre numeri di Iron Man, in cui veniva presentato il personaggio di Thanos. Gli fu data l'opportunità di disegnare il numero 25 della serie "cosmica" Capitan Marvel. Starlin subentrò come autore delle trame dal numero successivo e iniziò a sviluppare un elaborato arco di storie incentrato sul malvagio Thanos, con ripercussioni su altre testate della casa editrice; ciò produsse una complessa cosmologia che rimase parte integrante della continuity dell'universo Marvel. Starlin lasciò Captain Marvel un episodio dopo aver concluso la saga di Thanos.
Parallelamente, a metà degli anni settanta, Starlin contribuì alla rivista antologica di fantascienza Star Reach, dove poté sviluppare le sue concezioni di divinità, morte e infinito, al di fuori delle restrizioni del Comics Code Authority, organo di autoregolamentazione degli editori mainstream. Inoltre disegnò la storia The Secret of Skull River, inchiostrata dal frequente collaboratore Al Milgrom, per il quinto numero di Savage Tales. Nello stesso periodo co-creò con lo scrittore Steve Englehart il personaggio di Shang-Chi sulle pagine di Special Marvel Edition n. 15, lavorandoci però solo per pochi episodi.
In seguito prese le redini della serie Warlock, dedicata a una creazione di Stan Lee e Jack Kirby, reimmaginata in quella decade da Roy Thomas e Gil Kane come una figura messianica su una Terra alternativa. Rappresentando il personaggio come filosoficamente ed esistenzialmente tormentato, Starlin scrisse e disegnò una complessa space opera con implicazioni teologiche e psicologiche. Warlock veniva fatto confrontare con la militarizzata Chiesa Universale della Verità, in seguito rivelata come creata e guidata dal Magus, alter ego malvagio dell'eroe; Starlin coinvolse Thanos anche nella parte finale di questa storia.
Occasionalmente Starlin ha lavorato per il principale concorrente della Marvel, la DC Comics, disegnando fill-in per Legion of Super-Heroes e Batman alla fine degli anni Settanta.

### Anni '80
Il successivo decennio vide la creazione di Metamorphosis Odyssey, storia che vede l'introduzione di Vanth Dreadstar, sul terzo numero di Epic Illustrated, inizialmente dipinta in tonalità di grigio; la storia conteneva molti marchi distintivi dell'autore, tra cui un respiro cosmico, la morte, il sacrificio, la politica e la religione. La storia venne sviluppata in altre sedi, tra cui la serie Dreadstar, pubblicata prima da Epic Comics e successivamente da First Comics.
Nel 1982 la Marvel Comics decise di utilizzare il nome di Capitan Marvel per un nuovo personaggio, e a Starlin venne concessa l'opportunità di produrre una storia autoconclusiva in cui uccidere il personaggio principale; fu così che, ispirandosi alla morte del padre, realizzò La morte di Capitan Marvel, che divenne il primo graphic novel ufficialmente pubblicato dalla casa editrice, con successo commerciale e di critica.
Alla fine degli anni ottanta, aumentò la mole di lavoro per la DC Comics, soprattutto sul personaggio di Batman, del quale scrisse varie miniserie tra cui la celebre Una morte in famiglia, culminata con la morte del secondo Robin, e Batman: La Setta disegnata da Bernie Wrightson; per la Justice League invece scrisse le miniserie Odissea Cosmica disegnata da Mike Mignola, con la quale riporta in auge i personaggi dei Nuovi Dei creati da Jack Kirby, e The Weird, nuovamente in coppia con Bernie Wrightson. Nella stessa casa creò Hardcore Station.

### Anni '90

Copertina dell'edizione Panini Comics Marvel Gold de Il Guanto dell'infinito. Testi di Jim Starlin, disegni di George Pérez e Ron Lim.

Ritornato alla Marvel all'inizio degli anni '90, Starlin succede Steve Englehart alla scrittura di Silver Surfer, coinvolgendo ancora Thanos in una storyline di 17 numeri; contemporaneamente realizza la miniserie The Thanos Quest, che narra la prima ricerca delle Gemme dell'Infinito ad opera dello stesso Thanos. Entrambe le serie sfoceranno nel crossover Il guanto dell'infinito, nella quale Starlin riportò in vita Adam Warlock, da lui stesso ucciso nel finale del proprio ciclo, nel 1976, Marvel Comics. La saga ebbe abbastanza successo da generare due seguiti, La Guerra dell'Infinito e La Crociata dell'Infinito.

### Anni 2000
Nel 2002 e nel 2003, Starlin scrisse e disegnò le miniserie Infinity Abyss e La fine dell'Universo Marvel, sull'ipotetica fine dell'universo Marvel. Gli venne affidata una serie di Thanos, interrotta dopo pochi numeri per «inconciliabili divergenze creative». Nella storia, Starlin aveva alluso a un parallelismo tra la filosofia del divoratore di mondi Galactus e la politica estera degli Stati Uniti d'America. A questo proposito, nel 2006 dichiarò: 
Starlin iniziò a lavorare per compagnie indipendenti, creando Cosmic Guard (in seguito, reintitolata Kid Cosmos), pubblicata da Devil's Due e Dynamite Entertainment.
Ritornò alla DC Comics nel 2006 e scrisse la miniserie Mystery in Space con Capitan Comet e una sua precedente creazione, the Weird. Rivisitò Hardcore Station e lavorò su altre miniserie come Death of the New Gods, La guerra Rann-Thanagar e Strange Adventures.

### Anni 2010
Nel 2014 torna a lavorare sui personaggi cosmici della Marvel (in particolare su Thanos) in collaborazione con Ron Lim, prima con la miniserie Thanos: Un dio lassù ci ascolta, poi con la graphic novel Thanos: La Rivelazione dell'Infinito, che andrà a comporre una tetralogia insieme ad altre tre graphic novel: Thanos: La Relatività dell'Infinito (2015); Thanos: L'Entità dell'Infinito; e Thanos: La Fine dell'infinito (2016). Con l'uscita di un'ulteriore graphic novel intitolata Infinity Siblings disegnata da Alan Davis, che avrebbe dovuto inaugurare una nuova trilogia, Starlin dichiara in una lettera aperta pubblicata sul suo profilo Facebook di aver nuovamente troncato i rapporti con la Marvel Comics a causa di una disputa con l'editor Tom Breevort, dovuta ad una somiglianza tra la trama della sua graphic novel e quella della serie regolare di Thanos scritta da Donny Cates, che l'editor avrebbe approvato all'insaputa dello stesso Starlin.

## Altri lavori
Starlin ha co-scritto quattro romanzi con sua moglie Daina Graziunas, sposata nell'ottobre del 1980: Among Madmen (1990), Lady El (1992), Thinning the Predators (1996) e Pawns (1989, serializzata tra gli albi 42 e 54 del fumetto di Dreadstar).
Nel novembre 2010, la IDW pubblicò The Art of Jim Starlin, una retrospettiva di 312 pagine, scritta dallo stesso Starlin e curata da Joe Pruett.
Nel febbraio del 2015 viene annunciato un adattamento televisivo di Dreadstar, del quale Starlin sarà sceneggiatore e produttore esecutivo.

## Stilemi e motivi ricorrenti
La morte e il suicidio sono temi ricorrenti nell'opera di Starlin: personificazioni della Morte appaiono nel suo Capitan Marvel e in una storia di Ghost Rider, in cui Johnny Blaze sfida la morte ad una corsa motociclistica. Adam Warlock, nel ciclo scritto da Starlin, si uccide tramite il suo alter ego futuro. Altro tema ricorrente nelle opere di Starlin sono i continui rimandi alla religione, in particolare alla chiesa cattolica, a cui egli stesso fu educato in gioventù; tali rimandi possono essere riscontrati nella Chiesa Universale della Verità (in riferimento al sostantivo latino ecclesiastico catholicus, dal greco antico καθολικός, katholikòs, che significa appunto "universale"
), che Starlin introdusse all'interno di Warlock durante la sua gestione della testata.

## Vita privata
È sposato con la colorista Daina Graziunas, conosciuta negli anni ottanta nel periodo in cui entrambi lavoravano su Dreadstar.

## Premi
- Eisner Award - Bob Clampett Humanitarian Award (1985)[36]
- Eisner Award - Hall of Fame (2017)[37]

## Curiosità
- Ha dichiarato che i suoi personaggi preferiti sono Thanos e Pip il Troll.[3][38][39]
- Appare in un cameo nel film Avengers: Endgame (2019) come uno dei sopravvissuti alla decimazione di Thanos in un centro di recupero insieme a Capitan America.